# Helena Montez
Helena Montez (Lisboa, 7 de Fevereiro de 1985) é uma actriz e dobradora portuguesa.
Filha de dois conhecidos actores portugueses, António Montez e Ermelinda Duarte, Helena estreou-se em “Jasmim – Ou o Sonho do Cinema” de Filipe La Féria onde iniciou uma carreira que passou pelo Teatro Trindade (“O Navio dos Rebeldes”), Comuna (“Chuva de Verão”) ou no Tivoli (“Festa na Floresta”).
Na televisão participou em “O Pai” de Strindberg, “Camilo, O Pendura”, “Floresta Mágica” e “Campo Pequeno de Novo em Grande”, “Todos ao Palco”, “45 Anos da RTP”, “Jasmim ou o Sonho do Cinema”, todos de Filipe La Féria, entre outros.

## Dobragens
Na tabela que se segue encontram-se algumas das dobragens feitas por Helena Montez:
| Anos       | Títulos | Personagens/Papel                                                 | Ref.                                                   |
| ---------- | --- | ----------------------------------------------------------------- | ------------------------------------------------------ |
| 1996       | Abelha Maia (Dobragem VHS/Prisvideo) | D. Cassandra                                                      | [ 4 ]                                                  |
| 1997       | As Três Irmãs | Helena (irmã de verde)                                            | [ 5 ]                                                  |
| 1997       | Em Busca do Vale Encantado (I, III e IV) | Patola                                                            | [ 6 ] [ carece de fonte melhor ]                       |
| 1998       | Tenchi Muyo! | Ayeka, Kiyone                                                     | [ 7 ]                                                  |
| 1999       | Samurai X | Misao, Yahiko e Megumi                                            | [ 8 ]                                                  |
| 1999- 2005 | Pokémon: "Pokémon - 1.ª, 2ª e 3ª Temporada" Pokémon - O Filme" Pokémon 2 - O Poder Único", "Pokémon 3: O Feitiço do Unown" Pokémon 4Ever"                        | Misty                                                             | [ 9 ] [ 10 ] [ 11 ] [ 12 ] [ 13 ] [ 14 ] [ 15 ] [ 16 ] |
| 2000       | Eu Sou o Weasley | Assistentes do Weasel, Canção de Abertura                         | [ 17 ]                                                 |
| 2000       | O Caminho Para El Dorado | -                                                                 | [ 18 ]                                                 |
| 2000       | Mickey, um natal mágico | Max (criança)                                                     |                                                        |
| 2001       | A Trupe do Pateta | Max (criança)                                                     | [ 19 ]                                                 |
| 2001       | Digimon: O Filme | Kari Kamiya, Cody Hida e Veemon                                   | [ 20 ]                                                 |
| 2001       | Hoobs | Tula                                                              | [ 21 ]                                                 |
| 2001       | 102 Dálmatas | Chloe                                                             | [ 22 ]                                                 |
| 2001       | Barbie Movies US | Barbie                                                            | [ 23 ]                                                 |
| 2001       | Pequeno Ursinho | Ursinho                                                           | [carece de fontes?]                                    |
| 2002       | Filmes educativos Flamina: "A Caixinha de Areia" "1 Minuto de Ciência, por Favor!" "Amigos do Peito" "Os sons são como as cores: Todos diferentes, Todos iguais" | -                                                                 | [ 24 ]                                                 |
| 2002       | Powerpuff Girls - O Filme | -                                                                 | [ 25 ]                                                 |
| 2002       | A Floresta Mágica | -                                                                 | [ 26 ]                                                 |
| 2002       | O Pequeno Stuart Little 2 | -                                                                 | [carece de fontes?]                                    |
| 2002- 2007 | Homem-Aranha: "Homem-Aranha" Homem-Aranha 2" Homem-Aranha 3" | Mary Jane Watson                                                  | [carece de fontes?]                                    |
| 2003       | Teamo Supremo | -                                                                 | [ 27 ]                                                 |
| 2004       | Lazy Town | Stephanie                                                         | [ 28 ]                                                 |
| 2004       | Shrek 2 | -                                                                 | [ 29 ]                                                 |
| 2006       | Balbúrdia na Quinta | Daisy                                                             | [ 30 ]                                                 |
| 2006       | O Rapaz Formiga | Hova                                                              | [carece de fontes?]                                    |
| 2006       | As Pistas da Blue | -                                                                 | [carece de fontes?]                                    |
| 2006       | Histórias de Vegetais (VeggieTales) |                                                                   | [carece de fontes?]                                    |
| 2007       | Mandarine & Cow | Lulu Tangerina                                                    | [carece de fontes?]                                    |
| 2007       | E Não Viveram Felizes Para Sempre |                                                                   | [carece de fontes?]                                    |
| 2007       | Os Simpsons - O Filme | Rod Flanders                                                      | [carece de fontes?]                                    |
| 2007       | Ratatui | Colette                                                           | [ 31 ]                                                 |
| 2007       | Shrek 3 | Rapunzel                                                          | [ 32 ]                                                 |
| 2008       | iCarly | Sra. Benson                                                       | [ 33 ]                                                 |
| 2009       | Mar Azul (Série) | -                                                                 | [ 34 ]                                                 |
| 2009       | Patito Feo | Emília                                                            | [carece de fontes?]                                    |
| 2010       | As Espiãs! | Clover                                                            | [ 35 ]                                                 |
| 2010       | Entrelaçados | Madame Gothel (canções)                                           | [ 36 ] [ 37 ]                                          |
| 2010       | Alice no País das Maravilhas | Rainha Branca                                                     | [ 36 ] [ 38 ]                                          |
| 2010       | Shrek para Sempre | Georgette                                                         | [ 39 ]                                                 |
| 2012       | Jessie | Ravi                                                              | [ 40 ]                                                 |
| 2012       | The Looney Tunes Show (Dobragem da RTP2) | Lola Bunny                                                        | [ 41 ]                                                 |
| 2012       | Poochini's Yard | Wendy White                                                       | [carece de fontes?]                                    |
| 2012       | Brave - Indomável | Rainha Elinor                                                     | [ 42 ]                                                 |
| 2013       | Violetta | Ludmila Ferro e Francesca                                         | [ 43 ]                                                 |
| 2014       | Os Vingadores Unidos da Marvel | Viúva Negra                                                       | [ 44 ]                                                 |
| 2014       | Digimon Fusion | Nene                                                              | [carece de fontes?]                                    |
| 2016       | Alice do Outro Lado do Espelho | Rainha Branca                                                     | [ 45 ]                                                 |
| 2016       | Miraculous: As Aventuras de Ladybug | Tikki, Alix Kubdel, Myléne Hapréle, Rose Lavillant, Clara Ruxinol | [ 46 ]                                                 |
| 2018       | A Raven Voltou | Raven Baxter                                                      | [ 47 ]                                                 |
| -          | As Letras Mágicas | -                                                                 | [carece de fontes?]                                    |
| -          | Maria Ratita | Narradora                                                         | [carece de fontes?]                                    |